# 모함메드 무사
모함메드 무사 압바스 알리(아랍어: محمد موسى, Mohamed Mousa Abbas Ali, 1986년 3월 23일 ~ )은 수단에서 귀화한 카타르의 축구 선수로 포지션은 미드필더이다. 현재 카타르 스타스 리그의 알두하일와 카타르 대표팀 소속으로 뛰고 있다.

### 국가대표팀 득점 기록
| #  | 경기일           | 경기장소                              | 상대팀   | 득점 | 결과 | 비고                  |
| -- | ---------------- | ------------------------------------- | -------- | ---- | ---- | --------------------- |
| 1. | 2015년 8월 28일  | 자심 빈 하마드 스타디움, 도하, 카타르 | 싱가포르 | 1-0  | 4-0  | 친선 경기             |
| 2. | 2015년 9월 3일   | 자심 빈 하마드 스타디움, 도하, 카타르 | 부탄     | 1-0  | 15–0 | 2018 FIFA 월드컵 예선 |
| 3. | 2015년 9월 3일   | 자심 빈 하마드 스타디움, 도하, 카타르 | 부탄     | 5-0  | 15–0 | 2018 FIFA 월드컵 예선 |
| 4. | 2015년 9월 8일   | 웡곡대구장, 웡곡, 홍콩                | 홍콩     | 3-0  | 3-2  | 2018 FIFA 월드컵 예선 |
| 5. | 2015년 10월 13일 | 자심 빈 하마드 스타디움, 도하, 카타르 | 몰디브   | 4-0  | 4-0  | 2018 FIFA 월드컵 예선 |